# Vierkleur
De vierkleur is een benaming voor een aantal vlaggen van onafhankelijke Boerenrepublieken, gesticht door voormalig Nederlandse kolonisten in Zuid-Afrika, de Boeren. De benaming is te vergelijken met driekleur (ook tricolore).
Zowel de vlag van de Zuid-Afrikaansche Republiek, de Oranje Vrijstaat, Goosen als van de Nieuwe Republiek worden vierkleur genoemd. De meeste zien eruit als de Nederlandse vlag met aan de linkerkant een verticale band. De benaming wordt ook gebruikt voor andere vlaggen met vier kleuren erin.
|                                                                     |                                            |                                               |                                  |
| Vlag van de Zuid-Afrikaansche Republiek Zuid-Afrikaansche Republiek | Vlag van Oranje Vrijstaat Oranje Vrijstaat | Vlag van de Nieuwe Republiek Nieuwe Republiek | Vlag van Goosen Republiek Goosen |